# Пантазіївка
Пантазі́ївка — село в Україні, у Новопразькій селищній громаді Олександрійського району Кіровоградської області. Населення становить 600 осіб. Колишній центр Пантазіївської сільської ради.
Село постраждало внаслідок голодомору 1932—1933.

## Історія
В середині 18 ст. на місці сучасної Пантазіївки виник зимівник, згодом хутір Скелеватий, по назві річки Скелеватої, у верхів'ях якої він знаходився. В кін. 1770 — на поч. 80-х рр. секунд-майор Пантазій переселив сюди селян з Чернігівської та Полтавської губ. і перейменував населений пункт на Пантазіївку. На поч. 19 ст. у поміщика Пантазія було 3.744 дес. землі і 669 селян. В 1823 році земля розділена між спадкоємцями. На 1860-ті рр. — 70 господарств і 506 жителів.
В Успенівці на поч. 1860-х рр. в селі було 34 господарства і 208 жителів. Успенівка заснована селянами з Орловської губернії, яких переселив поміщик.
В 1878 році в селі почала працювати школа грамоти.
За переписом 1886 р. в Пантазіївці і Успенівці було 166 господарств і 890 жителів.
Після Столипінської реформи протягом 1907-9 рр. з Пантазіївської громади виділилося 34 заможні господарства.
153 чоловіки було мобілізовано до лав імперської армії Московії під час Першої Світової війни.
З 1917 — у складі УНР. Весною 1932 комуністи почали терор голодом, від якого гинули насамперед літні люди та діти. Зокрема у муках загинули восьмирічний Леонід Журавель та десятирічний Михайло Баранчук.
Село зайняли фашисти в 1941 році, звільнили 1943 року. Після цього розпочалась важка повоєнна відбудова та майбутній розвиток села.

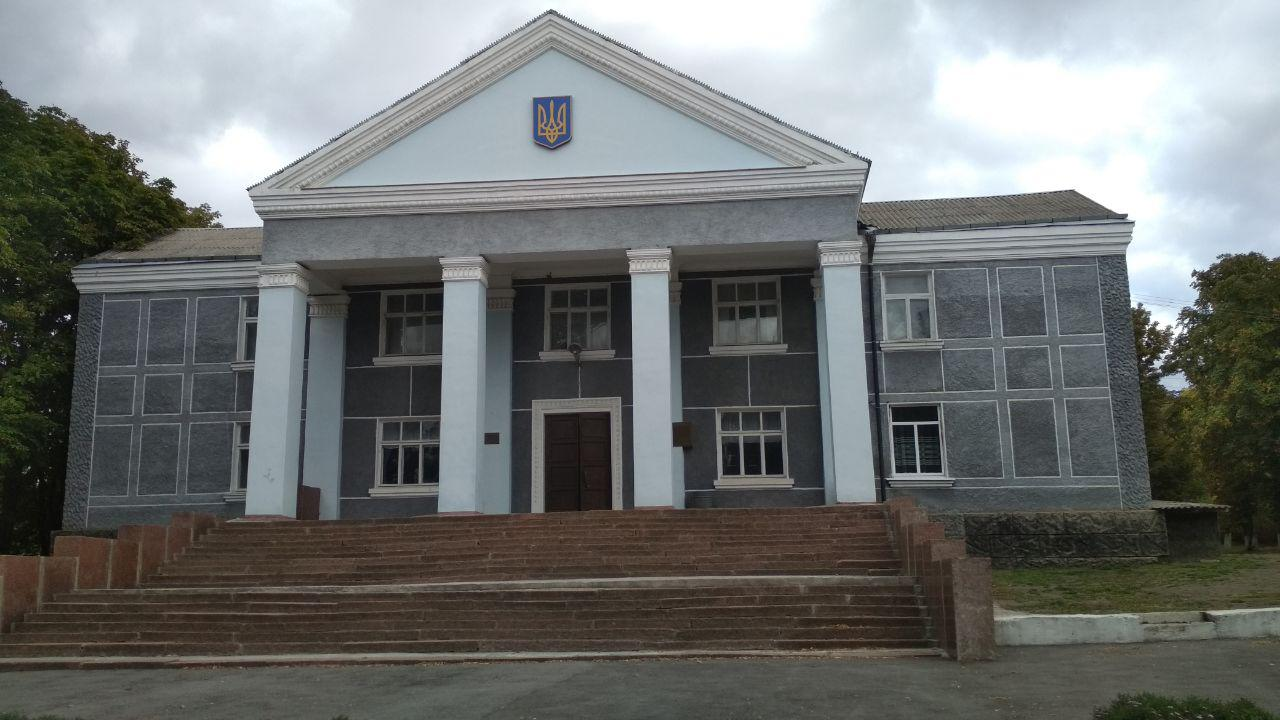
Будинок культури

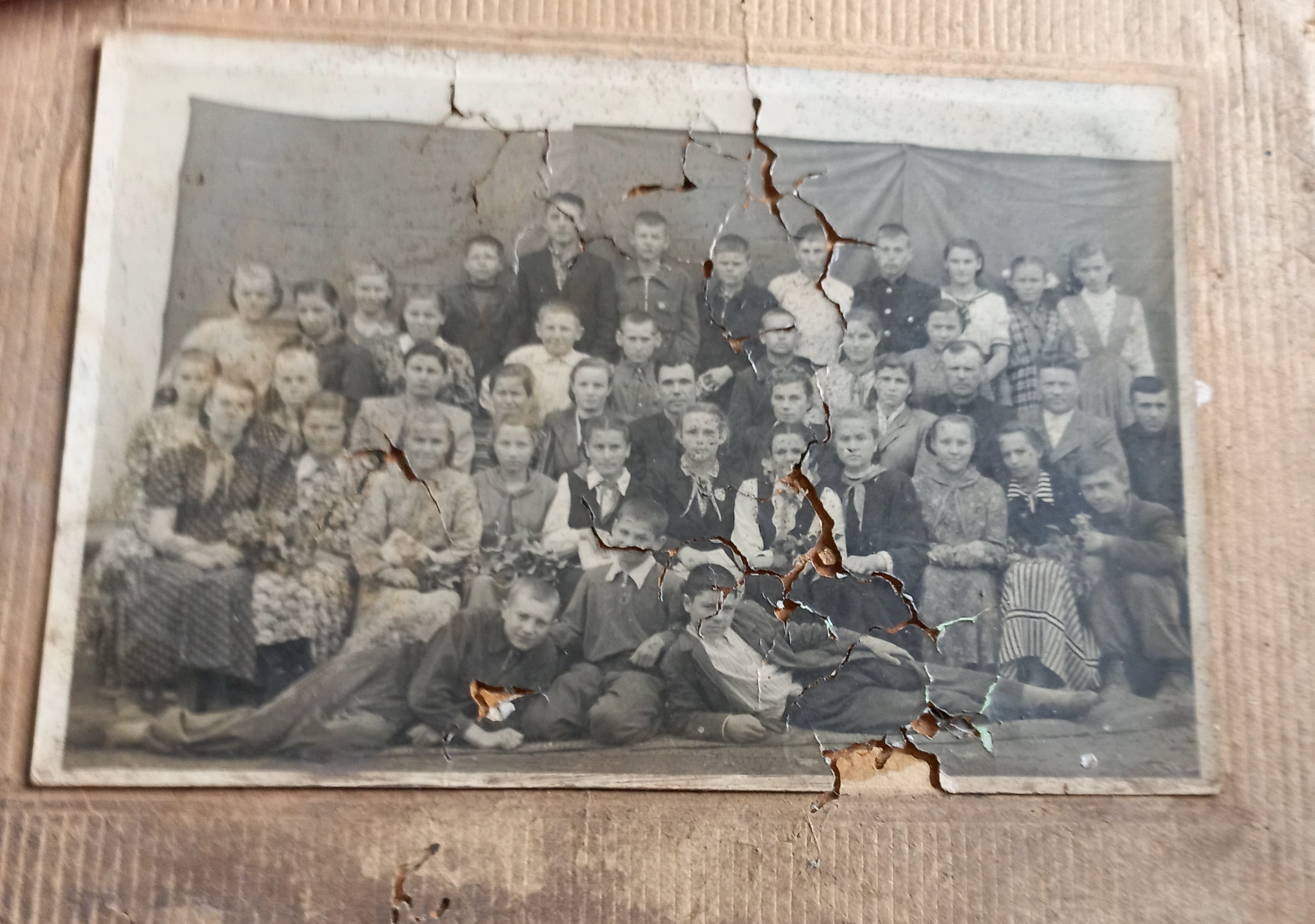
Фото 1953 року, учні з Іваном Вихрестом (по центру, чорнявий)

Після війни директором місцевої школи був Вихрест Іван Федорович - колишній льотчик та історик, заслужений учитель.

## Населення
Згідно з переписом УРСР 1989 року чисельність наявного населення села становила 851 особу, з яких 369 чоловіків та 482 жінки.
За переписом населення України 2001 року в селі мешкали 844 особи.

### Мова
Розподіл населення за рідною мовою за даними перепису 2001 року:
| Мова       | Відсоток |
| ---------- | -------- |
| українська | 97,04 %  |
| російська  | 2,37 %   |
| білоруська | 0,59 %   |